# ヤング・アット・アート・ミュージアム
ヤング・アット・アート・ミュージアム (Young At Art Museum, YAA) は、フロリダ州デイビーにある、1987年に設立された美術館。フォートローダーデールの大都市圏内にあり、751 SW 121st Avenue, Davie, Florida, USA が所在地である。この美術館は、アメリカ博物館同盟の認証を受けている。55,000 平方フィート（およそ5,110平方メートル）のこの美術館には、展示ギャラリー、YAA芸術研究所 (YAA Art Institute)、ティーン・センター、ミュージアム保育園 (Museum Preschool)、ブロワード郡図書館。

## 起源
ヤング・アット・アート・ミュージアムは、もともと、ヤング・アット・アート・チルドレンズ・ミュージアム (Young At Art Children's Museum) という名で、1987年に芸術家のエスターとミンティ・シュラゴ (Esther and Mindy Shrago) によってミュージアム・ウィズアウト・ウォールズ (Museum Without Walls) 運動の一環として始められ、1989年にフロリダ州プランテーションに恒久的な施設が開設された。2012年、ヤング・アット・アート・ミュージアムは、美術館と公共図書館を併せた施設を開館した。

## 様々な取り組み
2020年現在の常設展示には、ArtScapes、CultureScapes、GreenScapes、WonderScapesの4室があるほか、企画展も随時おこなわれており、2014年には、2月にニューヨークで初個展を開催した増田セバスチャンが、その内容を同年7月から翌2015年1月までYAAで長期展示した。

## 存続の危機
2020年9月、長年YAAに施設を提供してきたブロワード郡当局は、YAAの賃料等の滞納が80万ドルを超える額に上っており、施設のリースを打ち切る決定を発表した。